# Танкистам-освободителям (памятник)

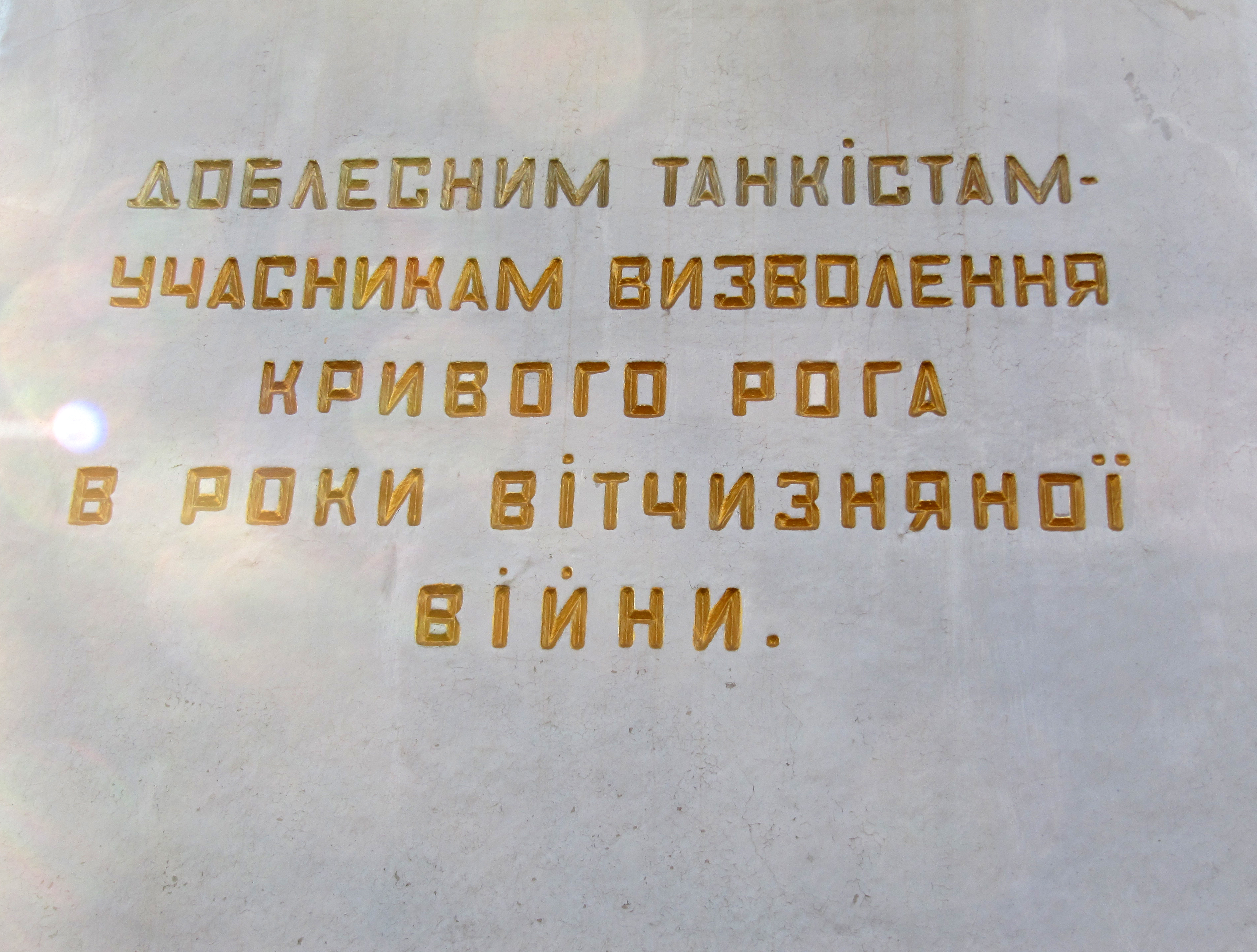
Доблестным танкистам участникам освобождения Кривого Рога в годы Отечественной войны

Танкистам-освободителям — памятник истории, установлен в ознаменование освобождения советскими войсками города Кривой Рог от немецких захватчиков.

## История
Памятник посвящён памяти событий боёв за Кривой Рог и установлен в честь советских танкистов, в период с 23 октября 1943 по 22 февраля 1944 года, освободивших город от немецких захватчиков. В боях за город участвовали 5-я гвардейская танковая армия, 18-й и 29-й танковые корпуса 2-го Украинского фронта, 23-й гвардейский корпус, 4-й гвардейский механизированный корпус, 28-й отдельный гвардейский танковый полк, 6-й отдельный тяжёлый танковый полк 3-го Украинского фронта. Именно танкисты в октябре 1943 года первыми ворвались в Кривой Рог и дошли до исторического места, где сейчас установлен памятник.
Танк Т-34-85 с бортовым номером 23, построенный металлургами Урала с участием криворожан, с боями дошёл до Праги.
В 1972 году по обращению исполкома Криворожского городского совета командование Киевского военного округа передало танк из музейных арсеналов городу. Решением исполкома Криворожского городского совета № 20/114 от 14 апреля 1972 года танк, в виде памятника, был установлен на площади Мира. Торжественное открытие состоялось 8 мая 1972 года. Решением исполкома Днепропетровского областного совета № 453 от 6 июля 1972 года объект взят на государственный учёт под охранным номером 1683.

## Характеристика
Инициатором установки был директор Криворожского историко-краеведческого музея Яков Ракитин.
Танк установлен на постаменте в центре сквера на площади Освобождения в Центрально-Городском районе Кривого Рога. Автор проекта — архитектор Борис Кохно.
Боевая машина окрашена в зелёный цвет. С двух сторон башни белой краской нанесены цифры 23. Железобетонный постамент, с основанием 4,5×8×4,55 м в виде пирамиды с косо срезанным верхом, окрашен в серый цвет (размеры по верхней части 3,7×6,54×3,3 м, высота лицевой стороны составляет 3,55 м, тыльной — 2,41 м). Высота танка 2,6 м.